# 細田重雄
細田 重雄（ほそだ しげお、1938年（昭和13年）2月11日 - ）は、日本の政治家、元島根県議会議員(14期)。

## 来歴
島根県松江市出身。1963年、慶應義塾大学法学部卒。衆議院議員細田吉蔵の秘書、自由民主党島根県支部連合会青年部長、会社役員などを経て、1967年、島根県議会議員選挙に初当選し、以来6期務める。1981年に副議長、1987年に議長に就任する。
1989年の参議院選挙に自民党公認で島根県から立候補したが、現職の成相善十も無所属で立候補したため、保守は分裂となり、この年の参院選はリクルート事件や消費税導入など、自民党にはかつてない逆風が吹き荒れ、落選した。
1991年に県議に復帰。2019年まで8期連続当選する。2022年1月、自民党島根県支部連合会会長。同年10月、翌年の県議選には不出馬を表明した。当選14回は全国最多。2023年に県議を引退した。
2023年11月、「秋の叙勲」で旭日中綬章を受章。
2024年6月10日、7月に行われる自民党島根県連大会を最後に会長職を退く意向を示した。4月の衆院島根1区の補欠選挙で党公認の候補が野党候補に敗れたことが念頭にあった。7月の県連大会で会長を退任した。
このほか、松江商工会議所議員、松江青年会議所理事、島根県サッカー協会副会長、島根陸上競技協会会長などを歴任した。

## その他
細田吉蔵の息子の細田博之の選挙対策責任者を長年務めてきた。また、世界平和統一家庭連合の関連団体「島根県平和大使協議会」の議長、天宙平和連合が主催する自転車イベント「ピースロード」の地方大会の実行委員長、「アジアと日本の平和と安全を守る全国フォーラム」の島根支部の会長などを務めた。